# Арак

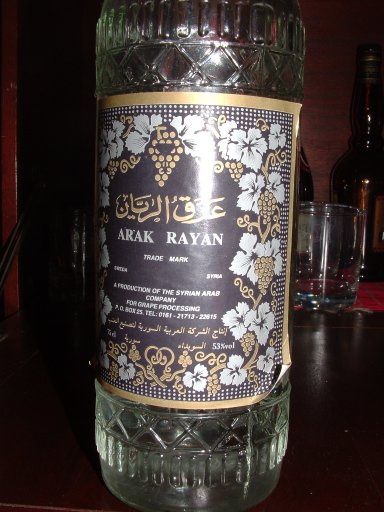
«Arak Rayan» з Сирії

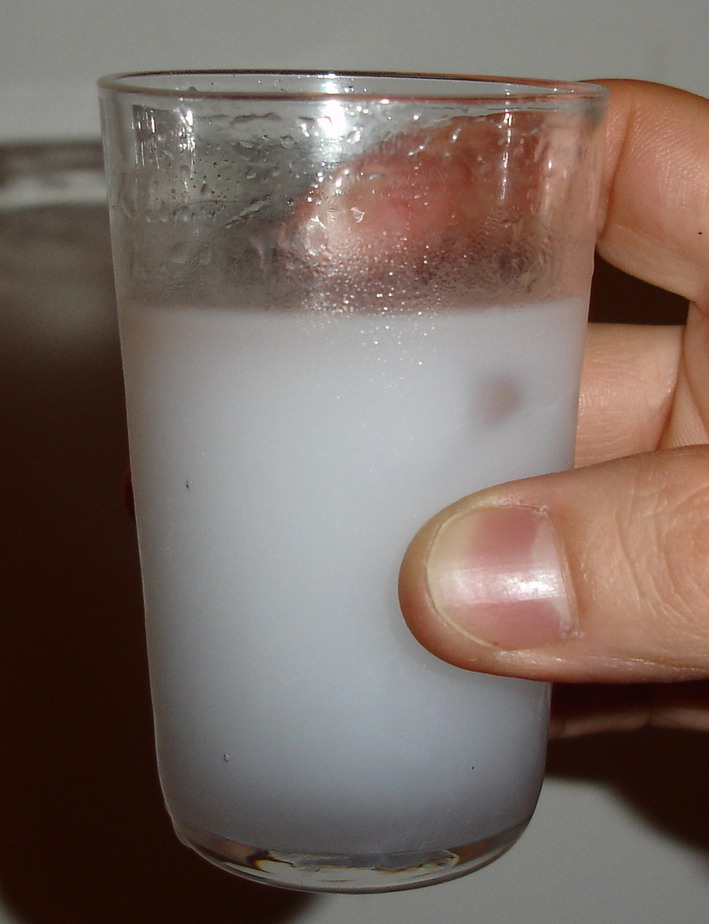
Склянка араку з водою та льодом

Ара́к (араб. عرق — арак, означає також солодкий) — алкогольний напій (бл. 60 % міцності), розповсюджений в країнах Близького Сходу. Арак одержують шляхом перегонки рисового або фінікового затору, який перебродив, з додатком меляси з цукрової тростини.

## Розповсюдження
У сусідських і близькосхідних країнах напій відомий під іншими назвами — Арака (Araka), Араки (Araki), Аріки (Ariki), які очевидно мають загальну основу. Жителі Іраку вважають, що цей напій був спочатку зроблений в цій країні і потім розповсюдився в інші регіони. Інші говорять, що «горілка» отримала свою назву від разаки (razaki), винограду, використовуваного в створенні напою. Обидві теорії прийнятні. Але є інша теорія — те, що арак (arak) арабською означає «пітніють» і араки (araki) означає «той, хто пітніє». Якщо Ви п'єте дуже багато араки, Ви і справді дуже пітнітимите. У сусідніх країнах різні види ракі мають різні назви. Монгольською вона називається Архі. Враховуючи те, що казахи були завойовані монголами і знаходилися під монгольським ярмом декілька сторіч, ця версія є найбільш правдоподібною. У Греції в напій додають смолу, і він називається Мастика («Mastika»). Дазіко, який прибуває від слов'янського слова, Дуз «Duz» маючи на увазі ракію на анісовому насінні. У Туреччині, ракія, зроблена з виноградних залишків, мала звичай бути названою Раки, Ракіею, або Сіно Дюз. Ракія Захли отримала цю назву, тому що робиться в місті Захле в Лівані. Ракія не напій бродіння як вино або пиво, а напій дистиляції, таким чином, для її виробництва потрібні великі технічні знання і спеціальне устаткування. У сучасному Казахстані арак зазвичай перекладається як горілка.

## Історія
Перший опис отримання шляхом дистиляції чистого спирту міститься в «Книзі таємниць» Мухаммада ар-Разі (Разеса), який жив на межі IX і X сторіч. Згодом араби почали його використовувати для знезараження води і виготовлення питних еліксирів. Такі еліксири й отримали назву «арак».
В Північній Індії, завойованій мусульманами на початку XIII століття, «аракою» почали називати дистильоване пальмове вино. На Близькому Сході араком натомість називають напій з виноградної сировини, до якого зазвичай для смаку додавають трохи анісової олії, що поширився тут XV—XVI сторіччях. В Анатолії та на Балканах арабське слово трансформувалося в «ракію».
Відомий османський мандрівник Евлія Челебі перераховував ремісників Стамбулу в першому томі своєї книги, яку він написав в 1630 р. Серед ремісників він також згадував виробників ракії. Відомо, що тоді в Стамбулі 300 осіб в 100 цехах було зайнято у виробництві і продажі цього напою. Евлія Челебі зробив запис маленьких винних крамниць і видів вина, яке вони продавали, а також згадував таверни, які подавали ракію, всі види ракії — винна ракі, бананова ракія, ракія гірчиці, ракія липи, корична ракія, ракія гвоздики, ракія граната, ракія сіна, ракія анісового сім'я і ін.

## Ефект помутніння
Якщо до араку додати воду або лід, колір напою зміниться з прозорого на молочно-білий. Це є наслідком того, що анетол, ефірна анісова олія, розчинна у спирті, а не в воді. Розведення араку створює емульсію, та її дрібні краплі розсіюють світло. Такий ефект також можна спостерегти у інших алкогольних напоях, що містять аніс, зокрема такі як абсент, пастіс, самбука, узо.